# Opuntia pubescens
Opuntia pubescens ist eine Pflanzenart in der Gattung der Opuntien (Opuntia) aus der Familie der Kakteengewächse (Cactaceae). Das Artepitheton pubescens stammt aus dem Lateinischen, bedeutet ‚fein behaart‘ und verweist auf die Triebabschnitte der Art. Spanische Trivialnamen sind „Abrojo“, „Chile de Perro“ und „Tetencholete“.

## Beschreibung
Opuntia pubescens wächst strauchig mit niederliegenden bis aufsteigenden Zweigen, ist reich von der Basis her verzweigt und erreicht Wuchshöhen von 10 bis 80 Zentimeter. Die hellgrünen, flaumigen oder manchmal kahlen, zylindrischen bis etwas abgeflachten, linealisch-länglichen Triebabschnitte sind auffällig gehöckert und fallen leicht ab. Sie sind 10 bis 25 Zentimeter lang und 1 bis 2,5 Zentimeter breit. Ihre gelblichen Glochiden sind 1 bis 2 Millimeter lang. Die ein bis sieben ausgebreiteten, stark aufgerauten Dornen sind gelblich braun bis grau und 0,5 bis 3,5 Zentimeter lang.
Die leuchtend gelben Blüten weisen eine Länge von 3 bis 5 Zentimeter auf. Die keulenförmigen bis verkehrt konischen grünen Früchte sind rötlich braun überhaucht. Sie sind 2,2 bis 3,5 Zentimeter lang und erreichen Durchmesser von 1 bis 1,5 Zentimeter.

## Verbreitung, Systematik und Gefährdung
Opuntia pubescens ist in Mittel- und Südmexiko, in Guatemala, der Karibik, in Venezuela, Ecuador, Bolivien, Peru und Argentinien bis in Höhenlagen von 2500 Metern verbreitet.
Die Erstbeschreibung durch Ludwig Georg Karl Pfeiffer wurde 1837 veröffentlicht.
In der Roten Liste gefährdeter Arten der IUCN wird die Art als „Least Concern (LC)“, d. h. als nicht gefährdet geführt. Die Entwicklung der Populationen wird als stabil angesehen.

## Nachweise